# Stimmloser lateraler alveolarer Frikativ
Der stimmlose laterale alveolare Frikativ ist ein stimmloser, am seitlichen Zahndamm (Alveolen) gebildeter Reibelaut, also die stimmlose Variante des Lautes „l“. Sie kann bei vereinfachter Aussprache von „l“ in Verbindung mit stimmlosen Verschlusslauten entstehen, etwa im Deutschen Atlas [atɬas], oder im Englischen please [pɬiːz]. Der Laut hat in manchen, allerdings wenigen Sprachen den Status eines Phonems (also unterscheidende Funktion):
- Walisisch [⁠ɬ⁠]: Ll, ll
  - Beispiel: llaw Hand
- Kalaallisut [⁠ɬ⁠]: ll
  - Beispiel: illu Haus
- Batsisch [⁠ɬ⁠]: лъ
  - Beispiel: алъар reden
- Navajo [⁠ɬ⁠]: ł
  - Beispiel: łaʼ klein

Wegen seiner Exotik wurde der Laut auch in der Klingonischen Sprache verwendet: tlh (nur in dieser Affrikate):
- Beispiel: tlhIngan [tɬ...]: klingonisch